# Theodor Däubler
Theodor Däubler, född 17 augusti 1876 i Trieste i den dåvarande Habsburgska monarkin, död 13 juni 1934 i Sankt Blasien, var en österrikisk-tysk lyriker, romanförfattare och konstkritiker. Inga av hans verk är översatta till svenska (2022).

## Biografi
Theodor Däubler var tvåspråkig (tyska och italienska), med föräldrar inflyttade från Tyskland till en italienskspråkig omgivning. Han tillbringade sin ungdom i Trieste och Venedig. Efter sin studentexamen flyttade han tillsammans med föräldrarna till Wien, men började ganska snart ett kringresande liv till bland annat Neapel, Berlin, Paris och Florens. Under första världskriget bodde han i Berlin och Dresden. År 1919 flyttade han till Genève.
Enligt Svensk uppslagsbok från 1931 företrädde han i dikt och teori expressionismen. Hans huvudarbete - tillika debut - var, enligt samma källa, det filosofiskt-lyriska eposet Das Nordlicht (1910). Detta har två delar och är slutdaterat 1906 och beskrivs som "ett svårtillgängligt men tankedigert arbete, genomandat av lyrik och framsprunget ur en djupt religiös världsupplevelse". Dikten är skriven på en femfotad jambisk, strofindelad och rimmad vers. 
Theodor Däublers lyrik sägs mestadels vara en "tankediktning med expressionistisk teknik". 1912 medverkade han med dikten Der Nachtwandler i första numret av Carl Einsteins tidskrift Neue Blätter, en dikt som illustrerades med träsnitt av Georg Tappert, vilka utgavs som portfolio 1920. Theodor Däubler skrev 1920 en inledande text till portfolion In Memoriam Wilhelm Morgner med linoleumsnitt av den i första världskriget stupade unge bildkonstnären Wilhelm Morgner.
Från mitten av 1920-talet skrev han mest noveller och romaner.
Däubler verkade även som konstteoretiker. Den 8 juli 1937 beslagtog Propagandaministeriet hans monografi om César Klein på Schlesiens bildkonstmuseum i dåvarande Breslau, därför att den definierades som Entartete Kunst. Boken fanns sedan till beskådan i glasmontrarna på den avsiktligt nedsättande utställningen Entartete Kunst i Münchens Hofgartenarkad under sommaren och hösten 1937. Därefter utplånades exemplaret.

## Verk (urval)
- Das Nordlicht, ett versepos (München: Georg Müller, 1910) online, i en utgåva från 1921-22 (zeno.org). En källkritisk utgåva finns sedan 2004 (Dresden: Thelem, 2004)
- Wir wollen nicht verweilen. Autobiographische Fragmente (München: Georg Müller, 1914)
- Der neue Standpunkt (Dresden-Hellerau: Hellerauer Verlag, 1916)
- César Klein, en monografi (Leipzig, 1919)
- Die Perlen von Venedig (Leipzig: Insel-Verlag, 1921)
- Der unheimliche Graf. Der Werwolf. Die fliegenden Lichter, noveller (Hannover: Banas & Dette, 1921) Digitaliserad.
- Attische Sonette (Leipzig: Insel-Verlag, 1924) Digitaliserad.
- Bestrickungen, noveller (Berlin-Grunewald: Horen-Verlag, 1927)
- L'Africana, roman (Berlin-Grunewald: Horen-Verlag, 1928)
- Die Göttin mit der Fackel. Roman einer kleinen Reise (Berlin: Deutsche Buch-Gemeinschaft, 1931)